# Warren (Rhode Island)
Pour les articles homonymes, voir Warren.
Warren est une ville américaine (town) située dans le comté de Bristol, dans l'État de Rhode Island.
La municipalité s'étend sur 8,71 milles carrés (22,56 km2), dont 6,12 milles carrés (15,85 km2) de terres. D'après le recensement de 2010, elle compte 10 611 habitants.

## Personnalités liées à la commune
- Eleanor Kirk (1831-1908), écrivaine.